# Граховская волость
Граховская волость — административно-территориальная единица в составе Елабужского уезда Вятской губернии, с 1921 года — Можгинского уезда Вотской АО. Упразднена постановлением Президиума ВЦИК от 15 июля 1929 года, территория волости вошла в состав Граховского района.
Волостное правление располагалось в селе Грахово.

## История

### Елабужский уезд
Граховская волость образована в 1850 году, когда административный центр Макан-Пельгинской волости был перенесён из деревни Макан-Пельга в село Грахово, волость была также переименована. В 1859 году проводится разукрупнение волостей, Граховская волость разделена на три волости: Граховскую, Макан-Пельгинскую и Староятчинскую. До реформы 1861 года волости включали только земли казённых крестьян. В 1860-х годах в состав волости включено бывшее имение Лебедевых.
В 1885 году волость включала 27 сельских обществ, 31 поземельную общину, 55 селений, 2607 дворов. По семейным спискам в волости числилось 7787 душ мужского пола и 8549 женского. Важнейшие населённые пункты: Грахово, Абалочь, Верхне-Игринское, Вехне-Кокшанская, Козьмодемьянское, Лебедевка, Новогорское, Русские Адам-Учи, Юброш-Брюшли.
| Характеристика              | 1894 год | 1900 год | 1905 год | 1909 год | 1916 год |
| --------------------------- | -------- | -------- | -------- | -------- | -------- |
| Численность населения       | 19 256   | 21 286   | 22 601   | 22 674   | 16 897   |
| Количество сельских обществ | 25       | 23       | 22       | 22       | 20       |
| Количество селений          | 57       | 56       | 55       | 55       | 50       |
| Количество дворов           | 3360     | 3413     | 3238     | 3745     | 2908     |

27 марта 1919 года Елабужский уезд вместе с Граховской волостью был передан в Казанскую губернию.
18 июня 1920 года Граховская волость Елабужского уезда была возвращена в Вятскую губернию.

### Можгинский уезд

Волости Можгинского уезда, 1923 год.

5 января 1921 года, в связи с образованием Вотской АО, в северной части упразднённого Елабужского уезда образован Можгинский уезд, в состав которого среди прочих входит и Граховская волость. В 1924 году Граховская волость укрупнена за счёт упразднённых Новогорской и частей Билярской и Староятчинской волостей, в том же году проводится реорганизация сельсоветов, волость разделена на Вехнеигринский, Граховский, Козьмодемьянский, Мещеряковский, Новогорский и Русско-Адам-Учинский сельсоветы. В 1925 году было проведено разукрупнение сельсоветов, дополнительно были образованы: Архангельский, Большеерыксинский, Верхне-Кокшанский, Каменский и Лебедевский сельсоветы.
Граховская волость упразднена постановлением Президиума ВЦИК от 15 июля 1929 года, территория волости вошла в состав Граховского района